# فيليكي بريسلاف
فيليكي بريسلاف (بالبلغارية: Велики Преслав)‏ هي مدينة بلغارية تَقع شرق بلغاريا، على بُعد 30 كم من مدينة بليسكا عاصمة الإمبراطورية البلغارية الأولى.
علما أن بريسلاف كانت العاصمة الثانية للإمبراطورية البلغارية الأولى للفترة 893–968/972.

## المناخ
يظهر الجدول التالي التغييرات المناخية على مدار السنة لفيليكي بريسلاف:
| البيانات المناخية لـفيليكي بريسلاف | البيانات المناخية لـفيليكي بريسلاف | البيانات المناخية لـفيليكي بريسلاف | البيانات المناخية لـفيليكي بريسلاف | البيانات المناخية لـفيليكي بريسلاف | البيانات المناخية لـفيليكي بريسلاف | البيانات المناخية لـفيليكي بريسلاف | البيانات المناخية لـفيليكي بريسلاف | البيانات المناخية لـفيليكي بريسلاف | البيانات المناخية لـفيليكي بريسلاف | البيانات المناخية لـفيليكي بريسلاف | البيانات المناخية لـفيليكي بريسلاف | البيانات المناخية لـفيليكي بريسلاف | البيانات المناخية لـفيليكي بريسلاف |
| الشهر                              | يناير                              | فبراير                             | مارس                               | أبريل                              | مايو                               | يونيو                              | يوليو                              | أغسطس                              | سبتمبر                             | أكتوبر                             | نوفمبر                             | ديسمبر                             | المعدل السنوي                      |
| ---------------------------------- | ---------------------------------- | ---------------------------------- | ---------------------------------- | ---------------------------------- | ---------------------------------- | ---------------------------------- | ---------------------------------- | ---------------------------------- | ---------------------------------- | ---------------------------------- | ---------------------------------- | ---------------------------------- | ---------------------------------- |
| متوسط درجة الحرارة الكبرى °م (°ف)  | 5.6 (42.1)                         | 7.8 (46.0)                         | 12.2 (54.0)                        | 18.1 (64.6)                        | 23.7 (74.7)                        | 27.0 (80.6)                        | 30.1 (86.2)                        | 30.2 (86.4)                        | 25.3 (77.5)                        | 19.0 (66.2)                        | 12.2 (54.0)                        | 6.2 (43.2)                         | 18.0 (64.4)                        |
| المتوسط اليومي °م (°ف)             | 1.3 (34.3)                         | 2.5 (36.5)                         | 7.0 (44.6)                         | 12.6 (54.7)                        | 18.0 (64.4)                        | 21.3 (70.3)                        | 24.1 (75.4)                        | 24.1 (75.4)                        | 20.1 (68.2)                        | 14.0 (57.2)                        | 8.2 (46.8)                         | 2.3 (36.1)                         | 13.0 (55.4)                        |
| متوسط درجة الحرارة الصغرى °م (°ف)  | −1.8 (28.8)                        | −1.0 (30.2)                        | 2.3 (36.1)                         | 7.1 (44.8)                         | 12.0 (53.6)                        | 15.5 (59.9)                        | 18.0 (64.4)                        | 18.1 (64.6)                        | 14.2 (57.6)                        | 8.8 (47.8)                         | 4.2 (39.6)                         | 0.7 (33.3)                         | 8.0 (46.4)                         |
| المصدر: Weatherbase                |                                    |                                    |                                    |                                    |                                    |                                    |                                    |                                    |                                    |                                    |                                    |                                    |                                    |